# استان خودگردان خاکاس
استان خودگردان خاکاس (به لاتین: Khakas Autonomous Oblast) یکی از ابلاست‌های خودمختار اتحاد شوروی در اتحاد جماهیر شوروی سوسیالیستی بود که در سرزمین کراسنویارسک واقع شده بود. این استان خودگردان بخشی از سرزمین کراسنویارسک در سال ۱۹۳۴ در منطقه جنوب شرقی روسیه بود.
تا سال ۱۹۹۱ میلادی، استان خودگردان خاکاس از نظر اداری تابع سرزمین کراسنویارسک بود. در ژوئیه ۱۹۹۱، وضعیت آن به یک جمهوری سوسیالیستی خودمختار شوروی ارتقا یافت و در فوریه ۱۹۹۲ به جمهوری خاکاسیا تبدیل شد.